# Amirim
Amirim (hebr.: אמירים) – moszaw położony w samorządzie regionu Merom ha-Galil, w Dystrykcie Północnym, w Izraelu.
Leży w centralnej części Górnej Galilei w pobliżu góry Meron (1 208 m n.p.m.).

## Historia
Moszaw został założony w 1959 przez imigrantów z Maroka. Pierwotnie nazywał się on Szefa Bet.

## Gospodarka
Gospodarka moszawu opiera się na turystyce. Ideologia tego moszawu popiera wegetarianizm, który wypromowali tutaj ocaleni z Holocaustu Żydzi z Polski.